# Украјинска окупација Курске области
Украјина је 6. августа 2024. покренула инвазију током руске агресије над Украјином. Украјина тренутно окупира делове Курске области у Русији. Украјинске снаге заузеле су неколико насеља, укључујући варош Суџа.

## Историја
15. августа 2024., Украјински војни командант Олександр Сирскиј најавио је успостављање војне управе у окупираним деловима Курске области коју ће предводити генерал-мајор Едуард Москаљов који ће имати титулу војног команданта. Он је исто најавио да су 82 насеља под украјинском окупацијом. Украјина је рекла да их „не интересује“ трајно заузимање руске земље.

## Активности
Украјина је навела да је сврха војне администрације пружање хуманитарне помоћи цивилима, одржавати јавну службу и одржавати ред и закон на територијама које контролишу украјинске оружане снаге. Украјинске власти планирају да дозволе међународним хуманитарним организацијама приступ областима Курске области које контролишу.
Украјинска национална поштанска служба, Укрпошта, разматра отварање филијале у Суџи ако се може гарантовати безбедност свог особља.
16. августа, новинари из италијске „RAI“ телевизије и украјинске Хромадске телевизије су посетили подручје Суџе и интервјуисали локално становништво. Следећег дана, украјинска војска је дозволила CNN да, уз надзор, отпутује у Суџу. Си-Ен-Ен је јавио да Украјина даје храну руским држављанима који су остали у граду.
У марту 2025. године, руска војска је ушла у Суџу, повратила већину територије у Курској области коју је претходно окупирала Украјина.

## Контрола насеља
| Насеље             | Контролише                  |
| ------------------ | --------------------------- |
| Алексејевка        | Русија                      |
| Болшоје Солдацкоје | Русија                      |
| Генераловка        | Русија                      |
| Гири               | Русија                      |
| Глушково           | Русија                      |
| Гончаровка         | Русија                      |
| Гујево             | Русија                      |
| Дурово             | Русија                      |
| Казачја Локња      | Русија                      |
| Комаровка          | Русија                      |
| Коренево           | Русија                      |
| Љубимовка          | Русија                      |
| Малаја Локња       | Русија                      |
| Махновка           | Русија                      |
| Миљутино           | Русија                      |
| Некрасово          | Русија                      |
| Николајево-Дарино  | Русија                      |
| Обуховка           | Русија                      |
| Олешња             | Русија                      |
| Олговка            | Русија                      |
| Пушкарноје         | Русија                      |
| Свердликово        | Русија                      |
| Слободка-Ивановка  | Русија                      |
| Снагост            | Русија                      |
| Суџа               | Русија                      |
| Тјоткино           | Русија                      |
| Уланок             | Русија                      |
| Шептуховка         | Русија                      |
| Извор              | Институт за проучавање рата |